# Quinton Peeples
Quinton Peeples, né le 3 décembre 1962 au Texas, est un scénariste, producteur, et réalisateur de cinéma et de télévision américain.

## Biographie
Après une jeunesse passée au Texas, Quinton Peeples se forme aux métiers du cinéma à l’American Film Institute de Los Angeles. Il exerce principalement comme scénariste de cinéma et de télévision, mais également comme producteur délégué, producteur exécutif, et réalisateur de films, de téléfilms, et d’épisodes de séries télévisées. Il est notamment l’auteur du long métrage Mauvais plan (Joyride, 1997).
Il est également le co-auteur avec Billy Crystal de la pièce de théâtre Have a nice day (2018) et le scénariste de la bande dessinée The big country (Humanoïdes Associés, 2019, dessins de Dennis Calero).

## Filmographie

### Réalisateur
- Mauvais plan (Joyride), 1997.
- Frontline, 1999.
- On common ground (série), 1999.
- The 404 (téléfilm), 2012.

### Scénariste
- An ambush of ghosts, 1993.
- Heart full of rain (téléfilm), 1997.
- Mauvais plan (Joyride), 1997.
- The secret path (téléfilm), 1999.
- The moving of Sophia Myles (téléfilm), 2000.
- Le défi de Kylie (téléfilm), 2008.
- FlashForward (série, 3 épisodes), 2009-2010.
- The 404 (téléfilm), 2012.
- The last ship (série, 1 épisode), 2014.
- Unforgettable (série, 4 épisodes), 2013-2014.
- Woodlawn, 2015.
- 22.11.63 (série, 3 épisodes), 2016.
- Reconcile (court métrage), 2016.
- Iron fist (série, 2 épisodes), 2017.
- Inhumans (série, 1 épisode), 2017.
- Runaways (série, 6 épisodes), 2017-2019.